# Olympische Sommerspiele 1956/Kanu – Zweier-Canadier 10.000 m (Männer)
Bei den Olympischen Spielen 1956 wurde am 30. November auf dem Lake Wendouree in der australischen Stadt Ballarat der Zweier-Canadier-Wettbewerb über 10.000 m für Männer ausgetragen.
Insgesamt nahmen zehn Zweier-Teams aus zehn Nationen teil. Die Sowjetrussen Pawel Charin und Grazian Botew gewannen das Rennen vor den Franzosen Georges Dransart und Marcel Renaud sowie den Ungarn Imre Farkas und József Hunics.

## Finale
| Rang | Namen                            | Nation             | Zeit        |
| ---- | -------------------------------- | ------------------ | ----------- |
| 1    | Pawel Charin Grazian Botew       | Sowjetunion        | 54:02,4 min |
| 2    | Georges Dransart Marcel Renaud   | Frankreich         | 54:48,3 min |
| 3    | Imre Farkas József Hunics        | Ungarn             | 55:16,6 min |
| 4    | Egon Drews Wilfried Soltau       | Deutschland        | 55:21,1 min |
| 5    | Alexe Dumitru Simion Ismailciuc  | Rumänien           | 55:51,1 min |
| 6    | Aksel Duun Finn Haunstoft        | Dänemark           | 55:54,3 min |
| 7    | William Jones Thomas Ohman       | Australien         | 56:18,6 min |
| 8    | Otto Schindler Walter Waldner    | Österreich         | 56:48,7 min |
| 9    | William Stevenson Thomas Hodgson | Kanada             | 56:50,2 min |
| 10   | John Haas Frank Krick            | Vereinigte Staaten | 58:30,0 min |